# Георгій Чахава
Георгій Варламович Чахава (груз. გიორგი ვარლამის ძე ჩახავა) — грузинський радянський архітектор. Заслужений архітектор Грузинської РСР (1971).

## Життєпис
Народився у сім'ї службовців. У 1941 закінчив середню школу № 25.
Учасник Німецько-радянської війни.
Після демобілізації вступив на архітектурний факультет Державного політехнічного університету у Тбілісі, який закінчив у 1949.
За проектами Чахова побудовано безліч будівель у Грузії, Україні, Узбекистані, Таджикистані, Афганістані та Лівії.

## Висловлювання
«Мене завжди дивувала здатність рядового грузинського селянина будувати будинок, в якому було відкрито найвиразніший пейзаж, іноді віддаючи перевагу красі природи над зручністю життя. Ось тому освоєння складного рельєфу стало певним моментом моєї творчої роботи. На мій погляд, чим складніший рельєф, тим більше можливостей у архітектора».

## Відомі будівлі
- Будівля Міністерства автомобільних доріг Грузинської РСР (Тбілісі)
- Кафе "Фантазія" (Батумі)
- Арка Дружби на Військово-Грузинській дорозі[6]

## Галерея

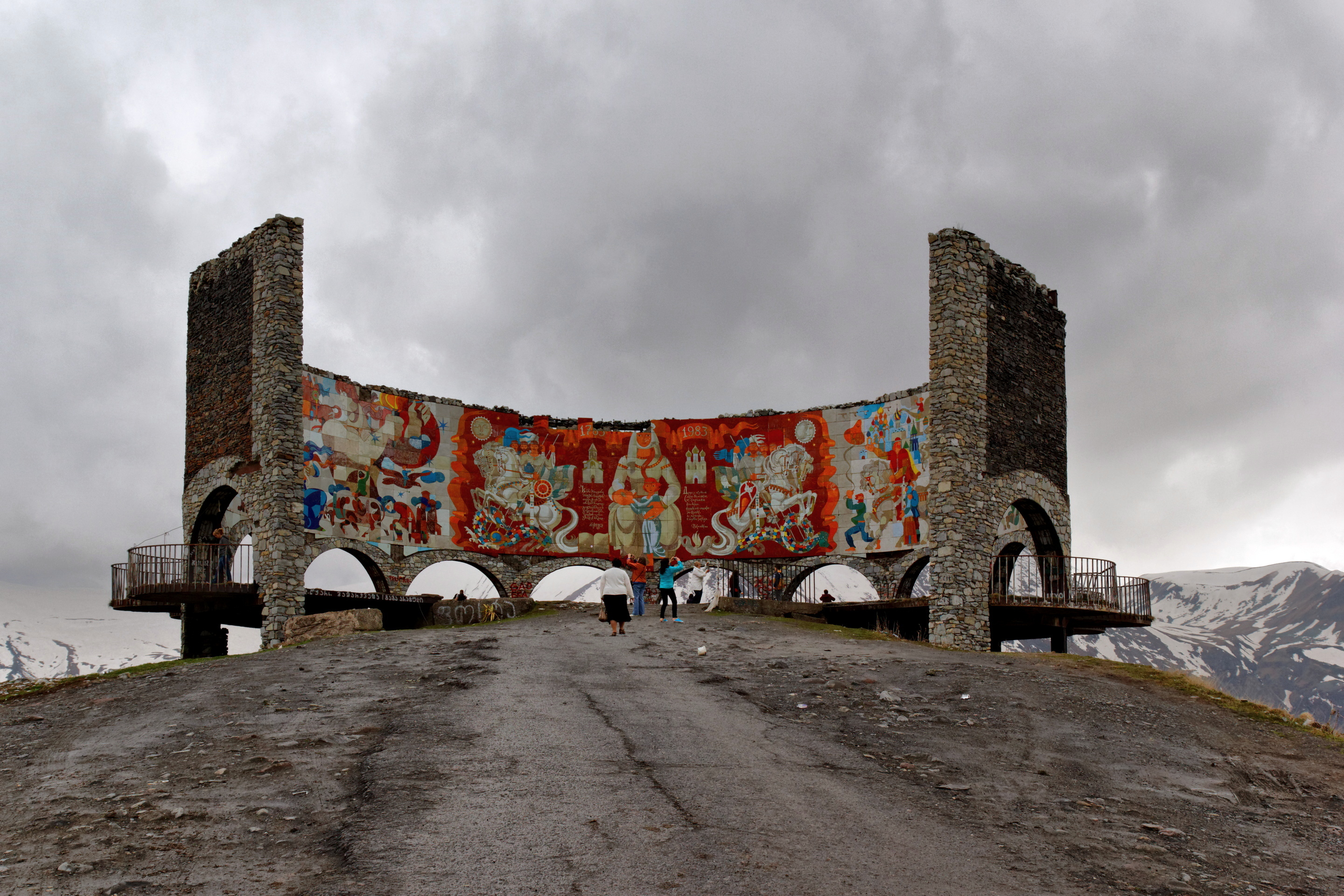
Арка Дружби на Військово-Грузинській дорозі
Кафе "Фантазія" (Батумі)